# Ofidians Manifest
Ofidians Manifest è un album della band norvegese Kampfar pubblicato il 3 maggio 2019.

## Tracce
1. Syndefall – 4:15
2. Ophidian – 4:48
3. Dominans – 4:39
4. Natt – 5:42
5. Eremitt – 6:21
6. Skamløs! – 6:25
7. Det sorte – 8:29

## Line Up
- Dolk - voce
- Ole Hartvigsen - chitarra
- Ask - batteria, voce
- Jon Bakker - basso